# Aporophyla mioleuca
Aporophyla mioleuca là một loài bướm đêm trong họ Noctuidae.